# 书隐楼
书隐楼位于中华人民共和国上海市黄浦区天灯弄77号，是上海市区仅存的一座较为完整的大型清代建筑，也是上海市唯一一座私产性质的上海市文物保护单位。。它由榜眼沈初于清乾隆二十八年（1763年）所建，他担任过《四库全书》馆副总裁、军机大臣、江西学政、兵部尚书、左都御史等职。书隐楼占地面积为2272平方米:57，建筑面积为2107.52平方米。

## 历史沿革
书隐楼由浙江平湖的榜眼沈初于清乾隆二十八年（1763年）所建，他担任过《四库全书》馆副总裁、军机大臣、江西学政、兵部尚书、左都御史等职:57。后转给陈氏。明末清初，陈氏家族家道中落，陆明随后收购了此楼。清嘉庆四年（1799年），沈氏家族将其转售给了赵氏:154；光绪七年（1881年），赵氏家族将其转售给力航海贸易家郭绅，现仍为郭氏后裔私宅:228。文化大革命时，其大厅中被工厂占用，而且工厂设计并不合理，10余米高的砖墙大约开裂了20余厘米，破坏严重:58。此后书隐楼西部新建的房屋导致整座建筑地基下沉，封火墙开裂，房屋倾斜，但后方的双层楼房仍然完好无损。
20世纪50年代，北京建筑科学院太湖流域居民调查组的工作人员曾参观过书隐楼，他们认为这样精致的民间宅第在太湖流域很罕见。1987年，上海市人民政府将书隐楼列为了市级文物保护单位:154，1995年，区人民政府对其展开了初步的修复，2004年市文管会再次对其进行修复。虽然经过政府人员的多次修复，但建筑依旧损毁严重。梁上的饰件和木雕等物已经无法修复，栏杆、隔窗、漏窗和匾额等物被乱扔在地上，随处可见。2014年，台风威马逊还刮塌了书隐楼的几间厢房。新闻晨报曾经表示由于修复耗资巨大，而产权又不属于国家，对象是一所私宅，所以全面整修的方案很难通过，而郭氏后人曾经表示称“‘书隐楼’损坏非我郭氏的人之过，乃‘文革’中建厂、造反冲击之过也”。

## 建筑结构
书隐楼的平面布置为三合院型，共有五进和70多个房间，前部的一至三进设有大厅、轿厅、船厅、话雨轩和戏台:26，后部的四进与五进则置有二进式的双层楼房和居住楼等，整个建筑四周被3.6丈高的封火墙包围。位于第四进的藏书楼为五开间，楼上所悬的匾额“书隐楼”由沈初建立。
书隐楼的砖雕艺术尤为珍贵，楼前的仪门头刻有“周文王访贤”的长卷砖，门头上有一块匾额，上题“古训是式”，匾额两旁刻有“王母骑青鸾翱翔云间”、“穆天子朝观西王母”和“老子骑青牛出函谷关”的三组砖雕。花厅旁的花墙洞门上则刻有另一幅砖雕“凤穿牡丹”，门框边刻有松鼠和葡萄。墙上的漏窗，“骑马逐鹿”和“二仙游山”两个立体镂雕图案中心。书隐楼的东部和西部各有两块砖雕屏风墙，东墙刻有“三星祝寿”图，西墙上镌“八仙游山”图，此外周边还刻有图案“福寿”。除了砖雕外，木雕同样很出彩。木雕的题材包括风景、三国故事等等，分布范围包括梁枋、斗拱等处。